# Harald Hudak
Harald Hudak (Vaihingen an der Enz, 28 januari 1957 – 2 december 2024) was een Duitse atleet, die in de jaren zeventig op de 1500 m en de 5000 m succesvol was. Hij vertegenwoordigde West-Duitsland op internationale wedstrijden en had vanaf 1977 tot 2009 het wereldrecord in handen op de 4 x 1500 m estafette.

## Loopbaan
Hudak liep dit record op 17 augustus 1977 in Keulen. Met zijn teamgenoten Thomas Wessinghage, Michael Lederer en Karl Fleschen finishte hij in 14.38,8. Dit record werd op 4 september 2009 tijdens de Memorial Van Damme in Brussel verbeterd door een Keniaans team.
In 1980 werd Harald Hudak in Koblenz tijdelijk de derde snelste 1500 meterloper ter wereld met een persoonlijk record van 3.31,96. Tijdens deze wedstrijd liep de Engelsman Steve Ovett een wereldrecord en zijn landgenoot Thomas Wessinghage liep een nieuw Duits record. Wegens de boycot kon hij niet meedoen aan de Olympische Spelen van 1980 in Moskou. De 5.04,4 die hij op 30 juni 1976 in Oslo op de 2000 m liep, is nog altijd goed voor het actuele Europese jeugdrecord.
Harald Hudak was aangesloten bij sportvereniging Bayer 04 Leverkusen.
Hudak overleed op 2 december 2024 op 67-jarige leeftijd.

## Titels
- Open Engels kampioen 5000 m - 1980

## Persoonlijke records
| Onderdeel | Prestatie | Datum            | Plaats  |
| --------- | --------- | ---------------- | ------- |
| 1500 m    | 3.31,96   | 27 augustus 1980 | Koblenz |
| 2000 m    | 5.04,4    | 30 juni 1976     | Oslo    |

## Prestaties

### 1500 m
- 1973:  Europacup in Celje (halve finale) - 3.50,34
- 1979: 6e EK indoor - 3:45,9

### 5000 m
- 1980:  open Engelse kampioenschappen (AAA) - 13.51,71
- 1981:  Europacup in Warschau (halve finale) - 13.50,65